# Cotini

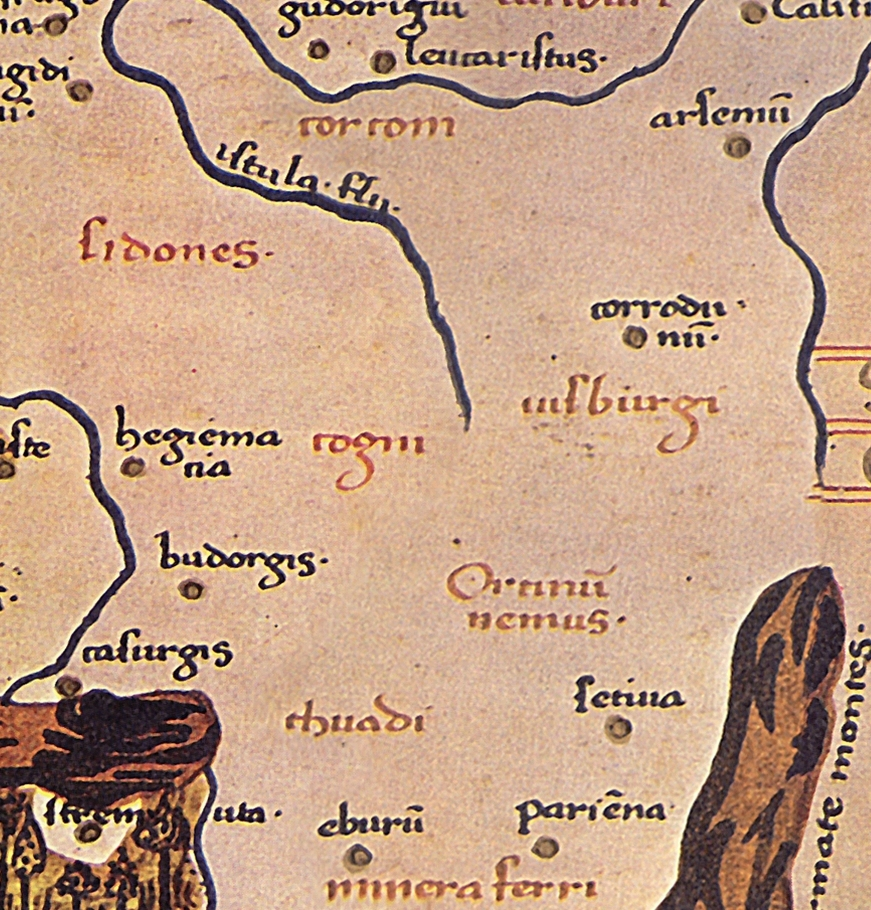
Gebiet der Cotini (hier: cogni) nach Ptolemaios

Die in Latein Cotini genannten Kotiner (auch Gotini und Gothini; altgriechisch Κότινοι Kótinoi oder altgriechisch Κῶγνοι Kougnoi) waren ein antiker Volksstamm mit Wohnsitzen im Südosten der Germania magna, der von mehreren antiken Autoren überliefert ist. Sie siedelten in enger Nachbarschaft zu den Osi an der Scheide zwischen dem quadisch-bastarnischen Gebiet und dem Dakerreich in den nordwestungarischen Bergen. Die Inschrift des Vicinius ist das früheste Zeugnis für die Cotini. Cassius Dio berichtet dann in seiner Römischen Geschichte noch einmal von den Cotini, da sie während der Markomannenkriege dem Kaiser Marcus Aurelius die Heeresfolge versprachen.

## Antike Quellen
Dieser Stammesname weist einige Varianten auf. In Tacitus’ Germania und in Inschriften, darunter vor allem die Vinicius-Inschrift und CIL 3, 2831, auch CIL 6, 8805, steht Cotini, wobei die Vinicius-Inschrift in der zweiten Silbe ein i longa aufweist. Die anderen Tacitus-Handschriften bieten im Anlaut G, das heißt, die Cotini tauchen dort als Gotini auf. Die Römische Geschichte des Cassius Dio enthält Kotinoi. Die Handschriften des Ptolemaios bieten Kougnoi (Koognoi) was Kótinoi oder Kótnoi zu lesen ist, doch handelt es sich sehr wahrscheinlich um einen Überlieferungsfehler.

## Etymologie
Über die Sprache der Cotini trifft Tacitus eine eindeutige Aussage: Cotinos Gallica (…) lingua coarguit non esse Germanos. Auch für den Volksnamen wird man am ehesten im Keltischen nach einer Etymologie suchen. Sie ist noch nicht gefunden, doch liegt es nahe, an die im Gallischen häufigen Personennamen und Ortsnamen mit einem Element cot- zu erinnern.
Dagegen wollte Ernst Schwarz den Volksnamen der „venetischen“ Sprache zuordnen, wozu die Forschung aktuell eher von „einer sonst unbezeugten westindogermanischen Sprache“ spricht. Im Venetischen Norditaliens, dem eigentlichen Venetischen, findet Cotini bisher auch keinen Anschluss. Weder aus Sprachresten der Vorbevölkerung, noch bezüglich des Vorgermanischen oder Vorindogermanischen oder einer Superstratsprache oder Spracheinflüssen während der Völkerwanderung lassen sich verwandte Sprachbeziehungen rekonstruieren, die Cotini mit dem Venetischen knüpfen.

## Lokalisierung
Ptolemaios notiert in seiner Geographike die Cotini als einen Stamm in der Germania magna. Die Cotini, den Quaden benachbart, saßen nach Ptolemaios im Südosten der Germania magna über den Quellen der Weichsel nahe den Siedlungsplätzen der Visburgier in einem Gebiet, das auch Tacitus in der Germania den Gothini zuschrieb. Tacitus berichtet von dem Gebiet der Cotini „im Rücken der Markomannen und Quaden“. Zudem berichtet er vom Gebiet der Cotini, dass es denen der Marsignern, Osen und Buren benachbart sei. Ptolemaios berichtet von ihrem Gebiet, dass es zwischen dem der Sidonen und dem der Visburgier gelegen habe. Heute wird von der Forschung im Allgemeinen als ihr Siedlungsraum das obere Tal der Gran angenommen.

## Geschichte

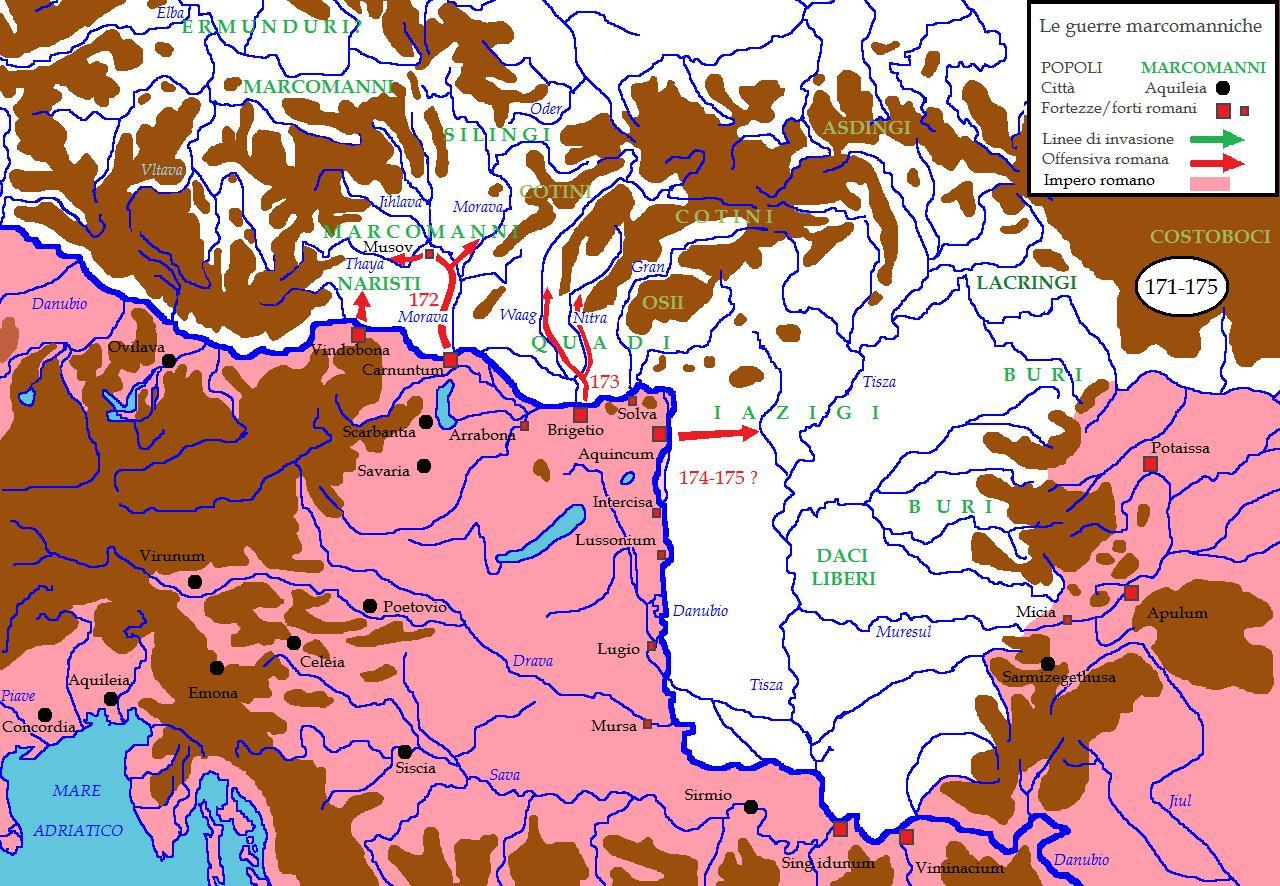
Die römische Gegenoffensive

Nach den Kriegsereignissen des Jahres 170 im ersten Markomannenkrieg bereitete Kaiser Markus Aurelius die römische Gegenoffensive vor. Die ersten Kämpfe der Römer auf germanischen Gebiet endeten jedoch mit einer Niederlage. Durch diesen Erfolg ermutigt, fielen germanische Stämme in die Donauprovinzen und in Oberitalien ein, die Kostoboken stießen über die Provinzen Mösien und Thrakien bis in die Provinz Achaea vor.
Im Laufe des Jahres 171 wurden die Eindringlinge aus den Provinzen vertrieben. Marcus Aurelius überquerte dazu die Donau bei Carnuntum und unterwarf zunächst die Quaden in Mähren. Gegen Ende des Jahres folgten umfangreiche diplomatische Verhandlungen in Carnuntum zur Vorbereitung des Feldzuges. Die Quaden verpflichteten sich zur Neutralität. Die Römer versuchten, germanische Stämme zum Kampf gegen die Markomannen zu bewegen. Die vandalischen Asdingen unter Rhaus und Rhaptus kamen zum römischen Statthalter Cornelius Clemens nach Dakien, der mit ihnen aushandelte, dass sie als römische Bundesgenossen in das Gebiet der Kostoboken ziehen und diese unterwerfen.
Auch die Cotini, die bislang die Vasallen der vom Kaiser bereits unterworfenen Quaden waren, schickten ihre Gesandte zum Kaiser und boten sich an, gegen die Feinde der Römer ins Feld zu ziehen. Unter Publius Taruttienus Paternus, welcher dem Kaiser den lateinischen Schriftverkehr zu besorgen hatte, zogen sie gegen die Markomannen ins Feld. Sie hielten sich jedoch nicht an ihr Versprechen, sondern blieben gegenüber ihrem römischen Anführer sehr feindselig und wurden kurze Zeit später wieder abtrünnig, dafür wurden sie nachher völlig aufgerieben. Bruno Bleckmann nimmt an, dass die so genannte Púchov-Kultur wohl eher den Cotini als den Buri zuzuschreiben ist – die archäologische Kultur verschwand völlig und das Gebiet blieb fast zwei Jahrhunderte unbesiedelt.

## Eisenverhüttung

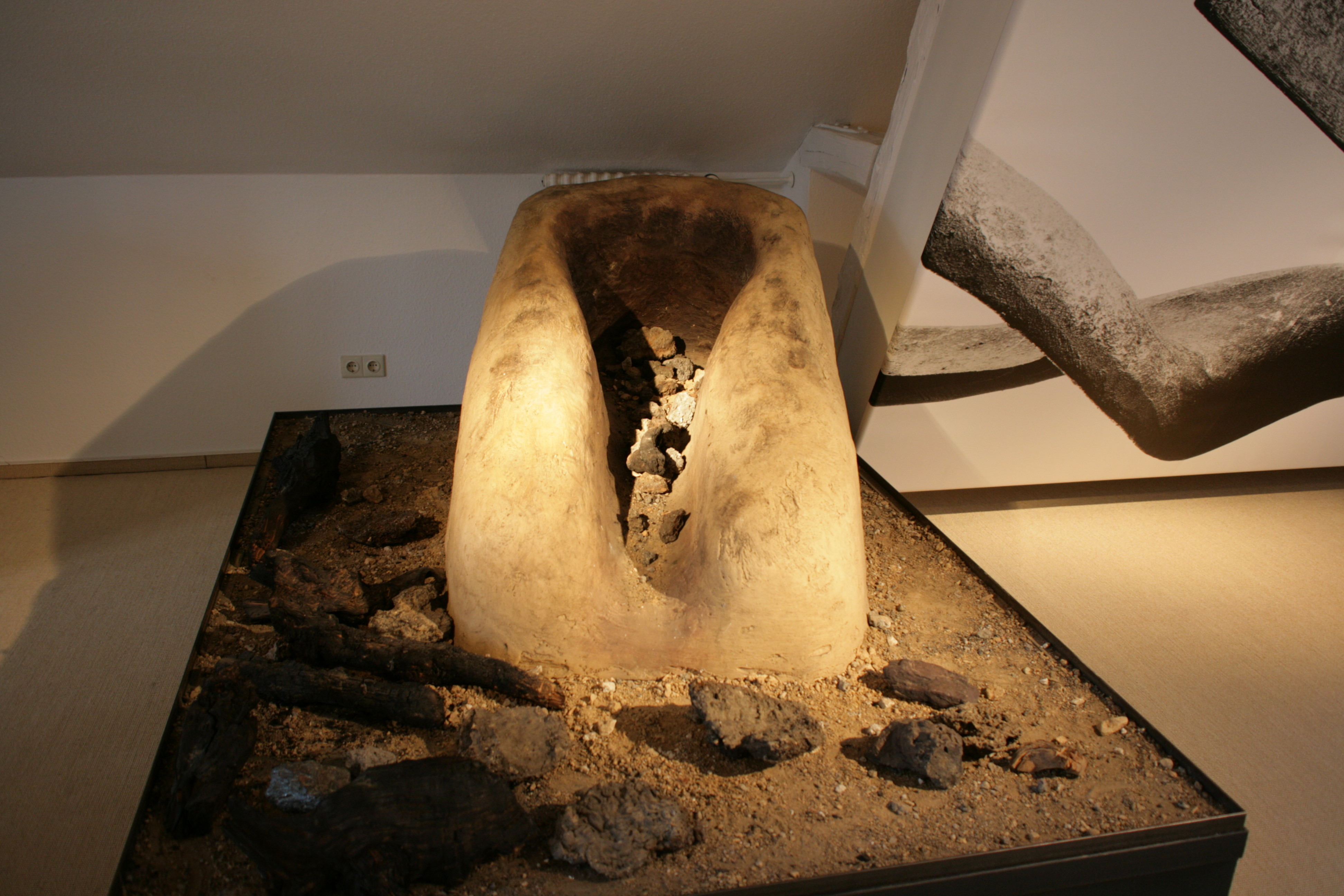
Rekonstruktion eines Rennofens zur Eisengewinnung

Da Tacitus bemerkt, die Cotini hätten Eisenabbau getrieben, legt die Forschung ihr Siedlungsgebiet bei den Eisengruben an der oberen Gran (dem alten Granua) fest. Die Eisenminen, die Ptolemaios südlich von den Quaden nennt, sind wahrscheinlich die der Cotini.
Für die römische Kaiserzeit wurden zahlreiche Spuren der Eisenmetallurgie in kleinem Ausmaß zu den Siedlungsgebieten innerhalb der Germania magna gefunden. Auch in den Siedlungen Böhmens und Mährens gibt es Funde von Rennöfen aus dieser Zeit. Zu der einfachen weitverbreiteten Technologie der Eisenverhüttung der Kelten und Germanen wurden Hunderte von Eisenschmelzen mit Tausenden von Ofenresten freigelegt. Bei diesen Ofenfunden handelt sich es um Schmelzöfen mit eingetieften Herden, Ofenfelder und Tiefbau auf Eisenerz (in Rudki). Selbst große Verhüttungsreviere mit Tausenden von Schlackengrubenöfen, die das lokale Raseneisenerz verarbeiteten, wurden gefunden.
Die Eisenverhüttung, so Radomir Pleiner, war vor allem ein Hofgewerbe, das – wenn auch spezialisiert – seine Produkte kleinen Verbraucherkreisen lieferte. Den Römern musste diese Eisenwirtschaft primitiv vorkommen. Doch der archäologische Befund zeigt auf, dass in der Germania magna auch Eisenhüttenzentren bestanden, die über die Hofgrenzen hinaus breitere Kreise versorgen mussten. Von solchen Gebieten unterscheiden sich grundsätzlich solche Eisenhüttenzentren wie in Góry Šwiętokrzyske und Masowien. Die Produktion in diesen Zentren war offensichtlich so umfangreich, dass mit bedeutenden Exporten gerechnet werden muss.